# زوما بیلوکا
زوما بیلوکا (به لاتین: Zoma Bealoka) یک منطقهٔ مسکونی در ماداگاسکار است که در میاریناریوو (منطقه) واقع شده‌است.
 زوما بیلوکا  ۱۰٬۰۰۰ نفر جمعیت دارد و ۱٬۲۸۰ متر بالاتر از سطح دریا واقع شده‌است.